# Ботанічна номенклатура
Ботанічна номенклатура — це офіційне, наукове найменування рослин. Вона пов’язана з таксономією, але відрізняється від неї. Систематика рослин займається групуванням і класифікацією рослин; ботанічна номенклатура надає назви для результатів цього процесу. Відправною точкою для сучасної ботанічної номенклатури є праця Species Plantarum Карла Ліннея 1753 року. Ботанічна номенклатура регулюється Міжнародним кодексом номенклатури водоростей, грибів та рослин (ICN). Викопні рослини також охоплюються цим кодексом.
У рамках обмежень, встановлених Міжнародним кодексом номенклатури водоростей, грибів та рослин, існує інший набір правил, Міжнародний кодекс номенклатури культурних рослин (ICNCP), який застосовується до сортів рослин, які були навмисно змінені або відібрані людьми (див. культиген).
Ботанічна номенклатура не залежить від інших систем номенклатури, наприклад зоологічної номенклатури. Це означає, що тварини можуть мати ті самі родові назви, що й рослини (наприклад, існує рід Iris у рослин і рід Iris у комах).

## Історія виникнення та застосування
Ботанічна номенклатура має довгу історію, починаючи з періоду, коли латинь була науковою мовою в Європі, до Теофраста (бл. 370–287 рр. до н. е.), Діоскорида (бл. 40–90 рр. н. е.) та інших давньогрецьких письменників. Багато з цих творів дійшли до нас у латинських перекладах. Основним латинським ботанічним автором був Пліній Старший (23–79 рр. н. е.). Від часів середньовіччя латинь стала універсальною науковою мовою (лінгва франка) в Європі. Більшість письмових знань про рослини належали монахам, зокрема бенедиктинцям, і метою тих ранніх травників перш за все була медицина, а не наука про рослини «сама по собі». Така інформацію стала більш доступною після винайдення у 1450 році друкарського верстату.
Леонарт Фукс, німецький лікар та ботанік, вважається автором латинських назв для швидко зростаючої кількості рослин, відомих науці. Наприклад, він винайшов назву «Digitalis» у своїй «De Historia Stirpium Commentarii Insignes» (1542).
Ключовою подією стало прийняття Ліннеєм біноміальних назв для видів рослин у його «Species Plantarum» (1753).
У дев'ятнадцятому столітті ставало дедалі очевиднішим, що існує потреба в правилах наукової номенклатури, і були вжиті ініціативи щодо вдосконалення законів, ініційованих Ліннеєм. Для ботаніки ключовими датами є 1867 рік ("lois" de Candolle) та 1906 рік ("Міжнародні правила ботанічної номенклатури", "Віденські правила"). Найновішим є «Шеньчженьський кодекс», прийнятий у 2018 році.
Наступною важливою подією стало розуміння розмежування поняття «рослина». Поступово все більше і більше груп організмів визнаються незалежними від рослин. Тим не менш, офіційні назви більшості цих організмів регулюються ICN навіть сьогодні. Деякі протисти, які не вписуються ні в одну з категорій рослин або тварин, розглядаються відповідно до одного або обох кодексів: ICN та ICZN. Для регулювання номенклатури бактерій було прийнято окремий «Кодекс» — «Міжнародний кодекс номенклатури прокаріотів».

## Зв'язок із таксономією
Ботанічна номенклатура тісно пов'язана з систематикою рослин, ботанічна номенклатура обслуговує систематику рослин, але тим не менше ботанічна номенклатура відокремлена від систематики рослин. Ботанічна номенклатура — це лише сукупність правил, які вказують, яка назва застосовується до цього таксону (див. правильна назва) та чи можна (або потрібно) вигадати нову назву.
Таксономія — це емпірична наука, яка визначає, що означає певний таксон (таксономічне угруповання, множина: таксони): напр. «Які рослини належать до цього виду?» та «Які види належать до цього роду?». Визначення меж таксона називається його «охопленням». Для конкретного таксону, якщо два таксономісти точно погоджуються щодо його обмеження, рангу та позиції (тобто вищого рангу, до якого він включений), тоді існує лише одна назва, яка може застосовуватися згідно ICN. Якщо вони розходяться в думках щодо будь-якого з цих питань, одну й ту саму рослину можна помістити в таксони з різними назвами. 

## Прийнятні імена
Різноманітні ботанічні бази даних, такі як Plants of the World Online і World Flora Online визначають, чи є назва прийнятою, напр. прийняті види. Якщо ім’я не прийнято, це може бути тому, що ім’я є синонімом для імені, яке вже прийнято, і вказано як таке. Інший термін - неоднозначне для позначення імені, яке не прийнято, оскільки його окреме існування не може бути надійно визначено.

### Загальні
- Таксономія
- Біноміальна номенклатура
- Кодекси біологічної номенклатури

### Ботаніка
- Міжнародний кодекс номенклатури водоростей, грибів та рослин
- Міжнародний кодекс номенклатури культурних рослин
- International Plant Names Index
- Міжнародна асоціація таксономії рослин
- Палеоботаніка